# جما دیویسن
جما دیویسن (انگلیسی: Gemma Davison؛ زادهٔ ۱۷ آوریل ۱۹۸۷) یک بازیکن فوتبال اهل بریتانیا است.
وی سابقه بازی در تیم ملی بانوان انگلیس را دارد.